# Samuel Whittemore
Pour les articles homonymes, voir Whittemore.
Samuel Whittemore, né le 27 juillet 1696 et mort le 3 février 1793, est un fermier et un soldat américain. Âgé de 80 ans au déclenchement de la guerre d'indépendance des États-Unis, il devient le combattant colonial le plus âgé connu du conflit.

## Biographie
Samuel Whittemore né le 27 juillet 1696 à Charlestown (maintenant Somerville) dans le Massachusetts, est le fils de Hannah et Samuel Whittemore, agriculteurs.
Il est fermier et héros populaire de la révolution américaine. Jeune homme il sert dans un régiment royal, le King's Dragoons, et atteint le grade de capitaine. La réputation militaire de Whittemore conduit à son élection à de nombreux bureaux de la ville de Cambridge, où il possède une ferme à Menotomy (maintenant Arlington) sur la Alewife Brook.
Il meurt le 3 février 1793.